# 마샤도 펠리피 도글라스
마샤도 펠리피 도글라스(포르투갈어: Machado Felipe Douglas, 2003년 2월 27일~)는 브라질의 축구 선수이다.